# District de Pásztó
Le district de Pásztó (en hongrois : Pásztói járás) est un des 6 districts du comitat de Nógrád en Hongrie. Il compte 31 497 habitants et rassemble 26 localités : 25 communes et une seule ville, Pásztó, son chef-lieu.
Cette entité existait déjà auparavant, entre les réformes territoriales de 1950 et 1983.

## Localités
- Alsótold
- Bokor
- Buják
- Bér
- Cserhátszentiván
- Csécse
- Ecseg
- Egyházasdengeleg
- Erdőkürt
- Erdőtarcsa
- Felsőtold
- Garáb
- Héhalom
- Jobbágyi
- Kisbágyon
- Kozárd
- Kutasó
- Kálló
- Mátraszőlős
- Palotás
- Pásztó
- Szarvasgede
- Szirák
- Szurdokpüspöki
- Tar
- Vanyarc